# Miro Cerar
Miro Cerar (született Miroslav Cerar, Ljubljana, 1963. augusztus 25. –) szlovén ügyvéd és politikus, Szlovénia miniszterelnöke 2014 és 2018 között, a Modern Közép Párt vezetője, melyet korábban róla neveztek el Miro Cerar Párt néven.

## Élete
Miro Cerar 1963. augusztus 25-én született Ljubljanában, Miroslav Cerar olimpiai tornászbajnok fiaként, aki később ügyvéd lett. Édesanyja Zdenka Cerar (1941–2013) államügyész volt, aki egyben az ország első női államügyésze volt 1999 és 2004 között, majd 2004-ben igazságügyi miniszter lett és egyben a Szlovén Liberális Demokrácia Párt alelnöke is volt. Fiatal korában elköltöztek Grosuplje városba. 1967-ben megszületett húga, Alenka Cerar. Az általános iskolai évek során jó tanulmányi eredményeket ért el, főleg a matematika és a sakk érdekelte. Mivel édesapja is sportoló volt, ezért az ifjabb Cerar is kipróbálta magát a sportok terén. Futballozott, kosárlabdázott, de a síelést is kipróbálta. Középiskolai éveit egy zeneiskolában végezte, ahol harmonikázni tanult hat évig. Iskoláit a ljubljanai Plečnik Gimnáziumban folytatta. Ebben az időszakban váltott a harmonikázásról a gitározásra. Középiskolai évei alatt számos könyvet elolvasott, többek között Friedrich Nietzschétől és Alan Fordtól. 
1980-ban született meg másik húga, Vesna Cerar. 1981-ben, Vesna húgának betegsége miatt szerencsés módon lemaradt családjával arról a Korzikára tartó repülőgépről, amely lezuhant és 180 ember halálát okozta. Később Vesna egy olyan férfihoz ment hozzá, aki szüleit abban a balesetben vesztette el. Ugyanebben az évben Cerar megkezdte katonai kiképzését Titogradban (jelenlegi nevén Podgorica). A családi hagyományoknak megfelelően Cerar is az ügyvédi pályát választotta, ezért a Ljubljanai Egyetem jogi karán tanult. Itt találkozott későbbi feleségével, Majával.
2014 augusztusában a ljubljanai parlament megszavazta kormányfői kinevezését – akit saját pártján kívül a nyugdíjaspárt és a szocdemek is támogatták –, egy hónappal később pedig  jóváhagyta az általa vezetett új, 16 tagú balközép kormány összetételét.
Miután a szlovén legfelsőbb bíróság megsemmisítette a kormány csaknem egymilliárd eurós kiemelt projektjéről 2017 szeptemberében rendezett népszavazás eredményét – arra hivatkozva, hogy a kampányt a kabinet állami pénz felhasználásával finanszírozta – 2018. március 14-én benyújtotta lemondását, de ügyvivő kormányfőként mindaddig a helyén marad, amíg az új kormány meg nem alakul.

## Fordítás
Ez a szócikk részben vagy egészben  a   Miro Cerar című angol Wikipédia-szócikk ezen változatának fordításán alapul.  Az eredeti cikk szerkesztőit annak laptörténete sorolja fel. Ez a jelzés csupán a megfogalmazás eredetét és a szerzői jogokat jelzi, nem szolgál a cikkben szereplő információk forrásmegjelöléseként.